# Parker (Idaho)
Parker és una població dels Estats Units a l'estat d'Idaho. Segons el cens del 2000 tenia 319 habitants.

## Demografia
Segons el cens del 2000, Parker tenia 319 habitants, 96 habitatges, i 74 famílies. La densitat de població era de 351,9 habitants/km².
Dels 96 habitatges en un 50% hi vivien nens de menys de 18 anys, en un 67,7% hi vivien parelles casades, en un 5,2% dones solteres, i en un 22,9% no eren unitats familiars. En el 22,9% dels habitatges hi vivien persones soles el 13,5% de les quals corresponia a persones de 65 anys o més que vivien soles. El nombre mitjà de persones vivint en cada habitatge era de 3,32 i el nombre mitjà de persones que vivien en cada família era de 3,99.
Per edats la població es repartia de la següent manera: un 41,4% tenia menys de 18 anys, un 9,4% entre 18 i 24, un 26,3% entre 25 i 44, un 12,5% de 45 a 60 i un 10,3% 65 anys o més.
L'edat mediana era de 24 anys. Per cada 100 dones de 18 o més anys hi havia 83,3 homes.
La renda mediana per habitatge era de 28.750 $ i la renda mediana per família de 34.444 $. Els homes tenien una renda mediana de 30.000 $ mentre que les dones 16.250 $. La renda per capita de la població era de 9.265 $. Aproximadament el 13,2% de les famílies i el 16,1% de la població estaven per davall del llindar de pobresa.

## Poblacions més properes
El següent diagrama mostra les poblacions més properes.